# Gina Lombroso
Gina Elena Zefora Lombroso (Pavia, 5 ottobre 1872 – Ginevra, 27 marzo 1944) è stata una divulgatrice scientifica, medico e scrittrice italiana.
La sua intensa attività pubblicistica, la militanza attiva nella vita politica e gli studi condotti sulla condizione femminile la resero nota nell'ambiente intellettuale italiano e internazionale dei primi anni del Novecento.

## Biografia

### Giovinezza e formazione
(Paola Lombroso Carrara, appunti manoscritti sulla sorella Gina)
Gina Lombroso nacque, seconda di cinque figli, da Cesare Lombroso (1835-1909), celebre antropologo e criminologo positivista, e da Nina De Benedetti, donna colta e intelligente appartenente ad un'agiata famiglia di commercianti di Alessandria di origini ebraiche.
L'impostazione educativa aperta e improntata alla libertà, che i genitori adottarono nei confronti dei figli, rese l'ambito familiare estremamente stimolante dal punto di vista intellettuale per Gina e per i suoi fratelli. Nella famiglia Lombroso si diede priorità assoluta al progetto scientifico-culturale del padre e Gina adempì sin da piccolissima al dovere-desiderio di divenire sua aiutante e sostenitrice.
Nel 1876, si trasferì con tutta la famiglia a Torino. Fu ammessa a frequentare le scuole di stato e contemporaneamente collaborò con estrema dedizione all'Archivio di psichiatria, fondato da Cesare Lombroso nel 1880, dapprima solo nel lavoro amministrativo e redazionale, per via della tenera età, e poi anche attraverso contributi scientifici. Fu iscritta alla scuola professionale perché erroneamente ritenuta dalla famiglia poco dotata per affrontare gli studi classici ma all'età di sedici anni, nel 1888, fu trasferita al liceo classico di Torino.
Ottenuta la licenza liceale nel 1891, fu iscritta dai genitori alla Facoltà di lettere, nonostante desiderasse diventare un medico. Gli studi intrapresi le arrecarono una profonda delusione, rivelandosi poco interessanti e noiosi mentre le tematiche dell'antropologia criminale e della psichiatria iniziarono ad appassionarla durante l'ininterrotta collaborazione con il padre.
Nel 1897 si laureò con pieni voti in lettere e filosofia. Dopo aver conseguito la laurea, ripropose in famiglia il suo originario desiderio di intraprendere gli studi di medicina e questa volta fu accontentata. Si iscrisse alla Facoltà di medicina e chirurgia di Torino all'età di venticinque anni e si laureò nel 1901, presentando una tesi sui vantaggi della degenerazione.

### Prime iniziative di impegno intellettuale
Da quando era ancora una bambina, Gina Lombroso fu messa in grado di padroneggiare i metodi e gli strumenti del lavoro intellettuale principalmente per sostenere l'attività paterna. Durante gli studi scolastici e poi universitari i suoi interessi scientifici prosperarono fin quando l'anonima collaborazione con Cesare Lombroso, dapprima condotta tacitamente nell'ambito privato delle pareti domestiche, si trasformò gradualmente nella consapevole assunzione di un ruolo intellettuale pubblico.
I contributi scientifici e le recensioni che pubblicò sulla rivista del padre, l'Archivio di psichiatria, sono di portata considerevole. Iniziò nel 1894 con una serie di recensioni di argomento psicologico e psichiatrico, a cui seguono, L'atavismo nel delitto e l'origine della specie (1899), Ambliopia isterica guarita coll'ignatia (1901), Epilessia psicomotrice con coscienza degli accessi e manifestazioni criminose di origine sifilitica (1901) e Pazzia morale da nefrite (1902).
In questa delicata fase di passaggio da un'attività condotta nell'ambito privato della famiglia all'assunzione di un impegno pubblico, l'incontro con Anna Kuliscioff, esponente del PSI, giocò un ruolo determinante. 
Dopo essersi trasferita a Torino sul finire degli anni ottanta, Anna Kuliscioff divenne assidua frequentatrice di casa Lombroso e vi fece irrompere un modello di vita femminile prima di allora ignoto a Gina e inconsueto per i tempi, quello di una donna votata alla politica, autonoma e emancipata.
Gina e la sorella Paola, ancora giovanissime, rimasero profondamente colpite dall'incontro con Anna Kuliscioff. Madre di una bambina avuta da Andrea Costa ma non sposata, il modello anticonformista di donna da lei incarnato risultò ai loro occhi straordinariamente carismatico e, spinte da un desiderio di emulazione, iniziarono a interessarsi di politica e ad accostarsi alle idee socialiste.
Al contrario della sorella, Gina mantenne nei confronti del socialismo un atteggiamento critico e distaccato. Pur condividendone l'interesse per i problemi economici e sociali, Gina Lombroso riteneva, in accordo con le sue idee liberal-positiviste, che l'uguaglianza auspicata dal socialismo contraddicesse l'evidenza di una realtà troppo complessa e diversificata per essere ricondotta ad uniformità.
A questi anni di maturazione politica, risale una serie di lavori di inchiesta e di denuncia della realtà condotti da Gina Lombroso come premessa per un intervento riformatore. Nel 1896 pubblicò su Riforma sociale il saggio dal titolo Sulle condizioni sociali economiche degli operai di un sobborgo di Torino, realizzato sulla base di un'indagine statistica da lei personalmente condotta intervistando cento famiglie del quartiere torinese Crocetta.
A questa prima ricerca seguì, nel 1897, la stesura del saggio I coefficienti della vittoria negli scioperi, che fu pubblicato su Critica sociale. Si trattava di un'analisi interamente permeata dalla fiducia positivista nella possibilità di individuare le leggi dell'agire sociale e di prevederne gli avvenimenti con il rigore proprio della scienza. 
Infine, nel 1898, pubblicò su Riforma sociale l'articolo Sulle cause e sui rimedi dell'analfabetismo sociale in cui affermava che l'unica soluzione efficace al problema dell'analfabetismo fosse far nascere l'esigenza dell'istruzione.

### Matrimonio e maturità
Gina Lombroso sposò Guglielmo Ferrero il 2 gennaio 1901 con rito civile e in forma strettamente privata. Gaetano Mosca fece loro da testimone. Alle nozze si giunse dopo un lungo e travagliato periodo di fidanzamento. Gina ebbe grandi difficoltà a lasciare gli orizzonti rassicuranti della propria casa e ad accettare l'idea di dover interrompere o comunque allentare i rapporti di cooperazione scientifica con il padre. A questo si aggiunsero le sue perplessità nei confronti della complessa personalità del marito, uomo grave, ponderato ma anche introverso e individualista.
Una volta sposatasi, Gina Lombroso avvertì l'esigenza di una maggiore vicinanza alla vita e agli interessi del marito e si impegnò a costruire con lui un solido rapporto di collaborazione intellettuale, come quello che ebbe con il padre. Questa generosa dedizione all'attività lavorativa dei suoi cari era il modo in cui Gina esprimeva il proprio affetto nei loro confronti.
La collaborazione intellettuale tra i due coniugi era, però, destinata a fallire. Ad ostacolarla furono la diversa natura delle loro intelligenze e l'incapacità strutturale di Guglielmo Ferrero, dovuta alla sua storia e alla sua formazione, di collaborare con chicchessia.
Alle sofferenze e alle gravi tensioni che Gina Lombroso provò per la mancata collaborazione con il marito, si aggiunse l'abbandono degli studi di medicina. Questa decisione le avrebbe precluso per sempre la possibilità di intraprendere una carriera accademica, tuttavia, Gina ritenne di dover abbandonare i suoi studi per dedicarsi alla famiglia e alla vita matrimoniale.
Il 16 ottobre 1903 nacque il primo figlio, Leo. Questo evento ebbe l'effetto di rasserenare i rapporti tra Gina Lombroso e Guglielmo Ferrero.
Sul finire del 1906 Guglielmo Ferrero fu invitato a tenere un ciclo di lezioni al Collège de France. In seguito al successo ottenuto in questa occasione, gli fu offerto di tenere a Buenos Aires un altro ciclo di conferenze sui temi già affrontati a Parigi. A fine maggio 1907 Gina Lombroso accompagnò il marito in America Latina con il figlio Leo. In sei mesi visitarono Argentina, Uruguay e Brasile. Durante il viaggio Gina visitò le istituzioni carcerarie e manicomiali la cui organizzazione, soprattutto in Argentina, aveva subito un certo influsso da parte del pensiero lombrosiano. Inoltre, accettò di fare alcune corrispondenze per la Gazzetta del popolo e per l'Avanti! e pubblicò nel 1908 il libro Nell'America meridionale.
Il presentarsi di un nuovo incarico lavorativo per Guglielmo Ferrero presso le principali università degli Stati Uniti, spinse Gina Lombroso ad accompagnare il marito in un nuovo viaggio. Alla fine del 1908 i due s'imbarcarono per l'America del nord. La permanenza negli Stati Uniti fu proficua per Gina Lombroso, che ebbe l'occasione di fare incontri interessanti.
Nel 1909, poco dopo il rientro in Italia, la morte del padre Cesare Lombroso fece piombare Gina in uno stato di terribile disorientamento interiore. Tuttavia, questo periodo di crisi le consentì di maturare e di rafforzare la propria identità intellettuale attraverso l'individuazione di interessi autonomi. Durante questi anni, Gina Lombroso si dedicò ad un arduo lavoro di raccolta e sistematizzazione delle carte e degli scritti paterni, con l'obiettivo di scrivere una storia della vita e delle opere di Cesare Lombroso.
Nel 1910 la famiglia si accrebbe in seguito alla nascita di una bimba, Nina, evento che portò alla creazione di un nuovo e più stabile equilibrio nella vita di Gina Lombroso. La morte di Cesare Lombroso e la nascita di Nina spinsero Gina e il marito a trasferirsi a Firenze con i figli. Così nel 1916, andarono ad abitare in una villa isolata al viale Machiavelli.
I primi anni della Grande guerra videro Gina Lombroso impegnata in una campagna a favore dell'intervento dell'Italia a fianco dell'Intesa. Inoltre, Gina iniziò a frequentare l'ambiente del Lyceum, associazione femminile in cui tenne delle conferenze, e fondò l'Associazione divulgatrice donne italiane (Addi).

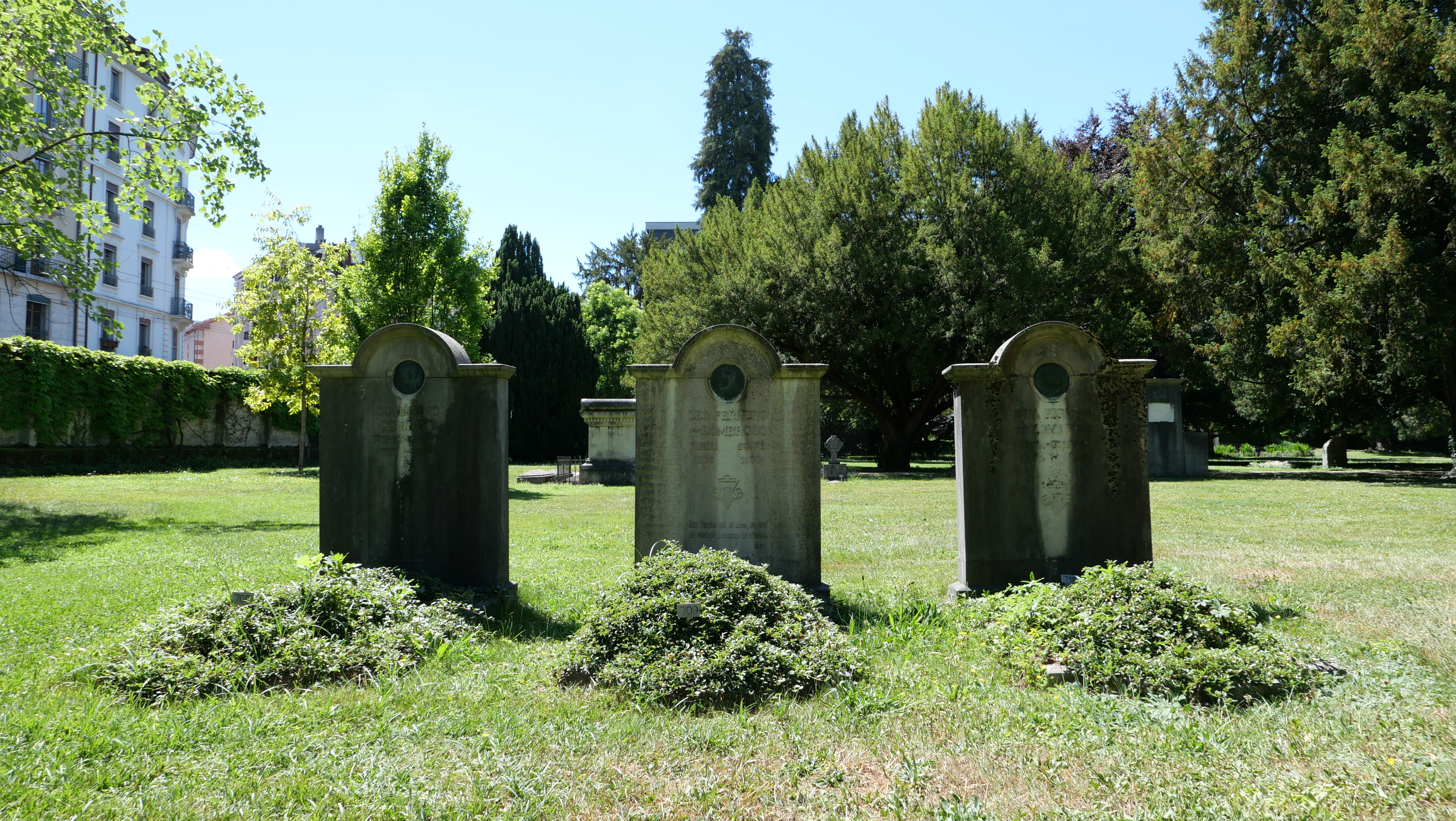
Le tombe di Gina (a destra), Guglielmo e del figlio Leo (1903-1933) nel Cimetère des Rois

### Vecchiaia
Nel 1930 Gina Lombroso e la famiglia si trasferirono a Ginevra per sfuggire all'isolamento culturale in cui li aveva confinati il fascismo, per via del loro orientamento democratico. Qui, Gina Lombroso poté dedicarsi ad un'intensa attività pubblicistica e con il marito fece parte del gruppo dei fondatori della casa editrice Nuove edizioni di Capolago.
Il 27 marzo 1944, due anni dopo la morte di Guglielmo Ferrero, Gina Lombroso morì assistita dalla sorella Paola e il suo corpo fu sepolto nel cimitero ginevrino di Plainpalais.

## Attività scientifica

### Interessi psichiatrico-criminologici
Gli interessi scientifici più strettamente medico-psichiatrico-criminologici sono legati alla collaborazione di Gina Lombroso con il padre Cesare Lombroso fino a che egli fu in vita e sono alla base dei suoi esordi di ricerca sotto la guida paterna. L'attività di Gina Lombroso in questo ambito fu animata dal desiderio di sostenere il padre e di perpetuarne l'opera. Per questo motivo alla morte di Cesare Lombroso, Gina si dedicò ad un lavoro certosino di riordino degli scritti editi ed inediti del padre.
Gli scritti di argomento psichiatrico-criminologico costituiscono, inoltre, la base della sua collaborazione all'Archivio di psichiatria e ad altre riviste scientifiche come La Rivista di scienze biologiche e i Quaderni di psichiatria. Pubblicò una quantità sorprendente di contributi scientifici e di recensioni tra cui: Genio e degenerazione (1913), Accuse nuove e antiche contro l'antropologia criminale (1913), Nuove ricerche sui delinquenti (1914), I tribunali nel Belgio e la loro influenza sulla diminuzione della criminalità (1923).
Dal momento in cui Gina Lombroso concentrò la sua attenzione sulla condizione femminile, ne furono influenzati anche i suoi interessi psichiatrici e criminologici tanto che scrisse una serie di contributi finalizzati alla spiegazione dei comportamenti devianti femminili. Nel 1917, pubblicò sull'Archivio La psicologia della donna normale in relazione ai suoi delitti e alle passioni: psicosi sue peculiari. Tra il 1924 e il 1930 si cimentò nella stesura di un numero cospicuo di nuovi articoli: La fantasia e la criminalità femminile, La crudeltà della donna delinquente nei suoi rapporti con la donna normale, Il piacere di piacere e i delitti d'amore, I delitti femminili e le nuove professioni della donna, Delitti femminili. Miss Violet Sharpe e il ratto del bambino Lindberg.

### Studi sulla condizione femminile
L'area di interessi alla quale è legata la fama di Gina Lombroso come pubblicista, in ambito scientifico, è quella relativa all'approfondimento della condizione femminile.
Sul tema della condizione femminile Gina Lombroso inaugurò una copiosa pubblicistica che influenzò i suoi interessi crimonologi e psichiatrici. Le principali testate cui collaborò su questi temi furono, all'estero, il giornale argentino La Prensa e l'Herald Tribune e, in Italia, Vita Femminile, Il Mondo.
Nella trattazione di questa tematica Gina Lombroso poté dare sfogo al paradosso esistenziale di cui fu protagonista per tutta la vita poiché fu posta di fronte alla contraddizione tra la concezione lombrosiana della donna e la realtà della sua educazione.
Il padre teorizzava da un lato l'inferiorità biologica della donna rispetto all'uomo, dall'altro la validità del suo impegno scientifico. Per cui Gina, proprio in quanto donna, fu incoraggiata a diventare un'intellettuale e ricevette stimoli culturali straordinari da parte della famiglia ma la sua attività intellettuale non poté mai dispiegarsi liberamente e indipendentemente dalla mediazione di una figura maschile (prima quella del padre e poi quella del marito). Inoltre l'educazione familiare le impose il rispetto di tutti quei doveri tradizionalmente legati alla donna, ovvero il matrimonio e la gestione della famiglia.
La riflessione di Gina Lombroso sulla condizione femminile può essere considerata come una revisione della concezione positivista della donna (peraltro abbracciata anche dal padre), incentrata sulla denigrazione e sull'inferiorizzazione di quest'ultima. Nonostante ciò, il positivismo fu la corrente di pensiero che la influenzò maggiormente e che le fornì gli strumenti scientifici per fondare la sua analisi: nel discorso pedagogico rivolto alle donne, Gina Lombroso fece riferimento ad un quadro teorico che insisteva nel privilegiare la spiegazione biologista di una natura condizionante e di leggi di natura difficilmente eludibili.
In particolare, Gina Lombroso espose in modo compiuto il suo pensiero sulla condizione femminile nel libro L'anima della donna, pubblicato nel 1920, dedicato alla decenne figlia Nina. Il libro si caratterizza per una serrata critica al femminismo che Gina Lombroso definì come la tendenza del mondo moderno a mascolinizzare le donne; tendenza che priverà la società di un aiuto prezioso, senza dare alla donna quella felicità che si illude di procurarle.
Il femminismo fu da lei additato come il peggior nemico della donna poiché altera l'equilibrio della sua esistenza, imponendole degli obiettivi di emancipazione estrinseci e allontanandola dal compimento della sua missione naturale e dalla possibilità di realizzare il senso profondo della sua esistenza. Il libro vuole essere, infatti, una rivalutazione dell'importanza della funzione domestica svolta dalle donne. Gina Lombroso propose esplicitamente la tesi dell'esclusione della donna dalla sfera pubblica come suo possibile ambito di realizzazione e contemporaneamente esaltò l'elevatezza della sua funzione privata.
Se il padre fondava sul destino biologico della maternità la presunta inferiorità della donna, Gina Lombroso basò su di esso una sua rivalutazione, considerando la donna più che una creatura inferiore, una creatura completamente diversa dall'uomo. Gina Lombroso si propose poi di individuare la caratteristica peculiare della personalità femminile: la donna è strutturalmente caratterizzata da un istinto indotto dal destino biologico della maternità, ovvero un istinto altruistico, detto alterocentrismo.
La donna è altruista o meglio alterocentrista nel senso che fa centro del suo piacere, della sua ambizione, non in se stessa, ma in un'altra persona che essa ama e da cui vuole essere amata, il marito, i figli, il padre, l'amico, ecc.
In questo modo attribuì alla donna delle caratteristiche immutabili e inalienabili in quanto biologicamente fondate, che la differenziano dall'uomo, ma che la definiscono anche come essere a lui speculare e complementare.
L'uomo è egoista o meglio egocentrista: tende a far se stesso, i propri piaceri, le proprie attività centro del mondo in cui vive.
Rispetto al padre, ciò che le interessava non era tanto stabilire delle gerarchie sociali basate sulle differenze sessuali, quanto piuttosto enfatizzare queste stesse differenze con lo scopo di delimitare due ambiti di realizzazione e di influenza, sulla base delle caratteristiche (biologicamente fondate) proprie di ciascun sesso. Tali ambiti si pongono tra loro in rapporto non gerarchizzato, ma complementare, (per caratterizzarli Gina non utilizzò mai la coppia superiore-inferiore, ma il termine differente).
Nel 1927, Gina Lombroso pubblicò il libro La donna nella società attuale nel quale ripropose il tema dell'educazione intellettuale femminile, individuando gli ambiti professionali in cui si possono realizzare, in caso di necessità, la natura altruistica e le attitudini mentali della donna: la beneficenza, la medicina, l'agricoltura, l'insegnamento, la letteratura, tutti accomunati dal fatto di esigere anche un impegno pratico e un contatto diretto con il prossimo.

### Studi sul macchinismo
Un altro nucleo di interessi che orientò nel corso degli anni il lavoro intellettuale di Gina Lombroso è costituito dal tentativo di dare risposta ad una serie di questioni economiche e sociali. Questi argomenti si sostanziano delle riflessioni condotte dall'ambiente positivista in cui si era formata.
Dopo le timide ricerche giovanili, Gina Lombroso si accostò al tema del macchinismo nei primi anni di matrimonio e dopo il definitivo abbandono degli studi di medicina. Trovandosi in un clima estremamente favorevole all'avanzare dell'industrializzazione, avvertì l'esigenza di fondare le sue convinzioni su un approfondito lavoro di analisi storica e di raccolta di materiale esemplificativo, nel tentativo di sfatare il mito del macchinismo. Tuttavia, abbandonò presto questi studi perché consapevole del fatto che le sue idee non avrebbero mai fatto presa su un pubblico che, al contrario suo, inneggiava alle conquiste dell'industrializzazione.
Gina Lombroso riprese il tema del macchinismo in un secondo tempo, dopo la guerra, negli anni di più intensa attività pubblicistica autonoma tra il 1925 e il 1930, su incoraggiamento del figlio Leo, rinfrancata anche dall'accrescersi della schiera dei pensatori antindustrialisti. Questa volta si propose di concretizzare nella stesura di un libro il suo ormai trentennale lavoro di ricerca. Nel 1930, pubblicò, infatti, Le tragedie del progresso.
Partendo da una rigorosa documentazione storica che descrive il sorgere e l'affermarsi dell'industrialismo, Gina Lombroso pose l'accento sugli "sconquassi" dell'industrializzazione. La sua analisi non investì soltanto l'aspetto economico-sociale del macchinismo ma fu condotta anche da un punto di vista ideologico.
Gina Lombroso mise in luce gli squilibri nel rapporto tra l'uomo e il suo ambiente naturale indotti dalla grande industria meccanica e evidenziò tutte le conseguenze nefaste in essa implicite, come le cicliche crisi di disoccupazione e l'esodo selvaggio dalle campagne. Inoltre espresse con chiarezza i presupposti ideologici della sua riflessione sul macchinismo, imputando a questo fenomeno moderno la responsabilità di una decadenza intellettuale e morale degli individui, addirittura di uno scempio dell'idealismo, dell'individualità, delle gioie intellettuali.

## Opere
Scritti principali
- Sulle condizioni sociali economiche degli operai di un sobborgo di Torino, in Riforma sociale, 1896.
- I coefficienti della vittoria negli scioperi, in Critica sociale, 1897.
- Sulle cause e sui rimedi dell'analfabetismo sociale, in Riforma sociale, 1898.
- I vantaggi della degenerazione, Torino, Bocca, 1904. Ospitato su Liber Liber.
- Cesare Lombroso. Appunti sulla vita. Le opere, in collaborazione con Paola Lombroso, Torino, Bocca, 1906.
- Nell'America Meridionale (Brasile-Uruguay-Argentina), Milano, Treves, 1908. Ospitato su Liber liber.
- Riflessioni sulla vita. L'anima della donna, Libro I: La tragica posizione della donna, Firenze, Addi, 1917.
- Riflessioni sulla vita. L'anima della donna, Libro II: Le conseguenze dell'altruismo, Firenze, Addi, 1918.
- L'anima della donna, 1ª ed., Bologna, Zanichelli, 1920. 2ª ed. Zanichelli, 1921. 3ª ed. in 2 voll: 1. Gli enigmi più oscuri, 2. Intelligenza ed amore, Bologna, Zanichelli, 1926.
- Cesare Lombroso. Storia della vita e delle opere narrata dalla figlia, 1ª ed., Torino, Bocca, 1915. 2ª ed. Bologna, Zanichelli, 1921.
- La donna nella vita. Riflessioni e deduzioni, Bologna, Zanichelli, 1923.
- Anime di donna. Vite vere, Bologna, Zanichelli, 1925.
- La donna nella società attuale, Bologna, Zanichelli, 1920. Ospitato su Liber Liber.
- Le tragedie del progresso : origine, ostacoli, trionfi, sconquassi del macchinismo, Torino, Bocca, 1930.